# Findlay (Ohio)
Findlay é uma cidade localizada no estado norte-americano de Ohio, no Condado de Hancock.

## Demografia
Segundo o censo norte-americano de 2000, a sua população era de 38.967 habitantes.
Em 2006, foi estimada uma população de 38.173, um decréscimo de 794 (-2.0%).

## Geografia
De acordo com o United States Census Bureau tem uma área de
44,8 km², dos quais 44,5 km² cobertos por terra e 0,3 km² cobertos por água. Findlay localiza-se a aproximadamente 245 m acima do nível do mar.

## Localidades na vizinhança
O diagrama seguinte representa as localidades num raio de 16 km ao redor de Findlay.